# Paulamys naso
Paulamys naso is een knaagdiersoort uit de muizen en ratten van de Oude Wereld die is gevonden op Flores. Het geslacht Paulamys is monotypisch. Van deze soort zijn een aantal schedelfragmenten bekend. De soort werd door Musser (1981) beschreven als een nieuw geslacht en soort: Floresomys naso. De geslachtsnaam was afgeleid van Flores, de soortnaam (die "neus" betekent) verwees naar de lange neus. Later stelden Musser et al. (1986) de naam Paulamys voor voor deze soort, omdat Floresomys al was gebruikt voor een fossiele goffer. Kitchener et al. (1991) beschreven een recent exemplaar dat ze tot Paulamys rekenden. Ze konden geen overtuigende verschillen vinden tussen Paulamys aan de ene kant en Bunomys uit Celebes aan de andere kant. Later werd daaruit geconcludeerd dat P. naso een soort van Bunomys was. Dat werd echter niet geaccepteerd door Musser & Carleton (2005). Volgens genetische analyses is hij niet alleen verwant aan Bunomys, maar ook aan Komodomys en Rattus timorensis. De lengte van de complete rij boventanden bedraagt 7,3 tot 7,6 mm. De hoektand is 1,0 tot 1,2 mm breed, de eerste bovenkies 1,8 tot 2,1 mm, de tweede 2,0 tot 2,2 mm en de derde 1,8 tot 2,0 mm.